# Frenzy
2006. június 5-én megjelent a Frenzy névre hallgató, elsősorban rendszer-adminisztrátoroknak szánt FreeBSD-alapú LiveCD legújabb verziója (1.0). A terjesztés a FreeBSD 6.1-STABLE alapokra épül.
Úgy tűnik 2012-ben a fejlesztés befejezték.
Legutóbbi változat: v1.4, 2012. május 5., FreeBSD 8.3 alapon.

## Ágai
Két nagyobb ágra oszlik: standard, extended. Az előbbi elfér akár egy kisméretű CD-n (d=80mm, ~200 MB) kb. 500 programmal megspékelve, a "nagyobbik" ~250 MB, és kb. 600 programot tartalmaz. A minimális hardverkövetelmények: P1, 32 MB RAM, CD-ROM, de HDD nem kell! Telepíthető USB pendrive-ra is.
Jelenleg az 1.4-es verzió fejlesztése tart.

## Külső hivatkozások
- frenzy
- HupWiki